# 鵯尾城
鵯尾城（ひよどりおじょう）は、鳥取県鳥取市玉津にあった日本の城。因幡武田氏の拠点の城のひとつ。

## 歴史
天文年間に因幡山名氏家臣の武田国信によって築城されたと伝わる。その子息・高信の代には高信の弟・武田又三郎が城主として入った。武田氏は永禄6年（1563年）の3月頃より、守護・山名氏に反抗し、同年12月には布勢天神山城より山名豊数を退却させるなど因幡国における優位な地位を築いたが、元亀～天正年間の初めから山名豊国・山中幸盛の軍勢に侵入され、永禄12年（1569年）の芦屋城の戦いでは城主の武田又三郎が討死、一連の争いで大きく勢力を衰退させた。天正元年（1573年）8月の甑山城における「たのも崩れ」以後、武田高信は山名・尼子軍に包囲された鳥取城から退去し（尼子再興軍による鳥取城の戦い）、失意のうちに鵯尾城に戻った。しかし、鵯尾城からも天正3年（1575年）3月には山名豊国によって追放され、高信は但馬国の塩冶高清を頼ったが、毛利氏からも見放され、天正4年（1576年）、大義寺にて謀殺された。武田氏の追放後の鵯尾城は、天正3年（1575年）5月に毛利方の武将・山田重直が在番していたことが確認されるが、まもなく廃城になったと思われる。

## 構造
標高268メートル（比高200メートル）の山頂部に位置し、山麓の東側には智頭街道などの主要交通路が通っている。鳥取城と連携することにより、南因幡をにらむことのできる戦略的拠点であり、天正3年（1575年）には鹿児島への帰路、付近を通過した島津家久の日記に登場するなど、因幡を代表する城の一つとして認識されていた。山頂部の主郭は20メートル×40メートル、その南西部には小曲輪が設けられ、その下には10メートル×37.5メートルの長方形の曲輪と尾根を遮る堀切2本などが配置されている。北東部には12.4メートル×40メートルの曲輪と帯曲輪が、その奥には2段構成となっている12.5メートル×67メートルの曲輪、東部の街道側にも曲輪群が存在する。なお、現在城へはこれら東部の曲輪群に沿って遊歩道が設けられている。